# Thermonectus margineguttatus
Thermonectus margineguttatus är en skalbaggsart som först beskrevs av Aubé 1838.  Thermonectus margineguttatus ingår i släktet Thermonectus och familjen dykare. Inga underarter finns listade i Catalogue of Life.